# وزارة مصطفى النحاس باشا الثالثة
وزارة مصطفى النحاس باشا الثالثة هي الوزارة السادسة والأربعون في مصر، صدر المرسوم الملكي بتشكيلها في 9 مايو 1936.

## أعضاء الحكومة
| الوزارة               | الوزير                                                                 |
| --------------------- | ---------------------------------------------------------------------- |
| رئيس مجلس الوزراء     | مصطفى النحاس باشا                                                      |
| وزير الداخلية         | مصطفى النحاس باشا (إلى جانب منصبه رئيسًا لمجلس الوزراء)                 |
| وزير الصحة العمومية   | مصطفى النحاس باشا (إلى جانب منصبه رئيسًا لمجلس الوزراء ووزيرًا للداخلية) |
| وزير الخارجية         | واصف بطرس غالي باشا                                                    |
| وزير المالية          | مكرم عبيد باشا                                                         |
| وزير الحقانية         | محمود غالب بك                                                          |
| وزير الأشغال العمومية | عثمان محرم باشا                                                        |
| وزير الحربية والبحرية | علي فهمي باشا                                                          |
| وزير المعارف العمومية | علي زكي العرابي بك                                                     |
| وزير الأوقاف          | محمد صفوت باشا                                                         |
| وزير الزراعة          | أحمد حمدي سيف النصر بك                                                 |
| وزير المواصلات        | محمود فهمي النقراشي باشا                                               |
| وزير التجارة والصناعة | عبد السلام فهمي محمد جمعة بك                                           |

## وصلات داخلية
- قائمة رؤساء مجلس وزراء مصر